# قميش لو
قميش‌ لو هي قرية في مقاطعة مياندوآب، إيران. عدد سكان هذه القرية هو 82 في سنة 2006.